# Robert de Bruis
Pour les autres membres de la famille, voir Famille Bruce.
Pour les articles homonymes, voir Robert Bruce, Bruce et Brix (homonymie).
Robert de Bruis ou Robert de Brus (supposé être décédé en 1094), est un personnage qui a peut-être existé mais dont la biographie a été certainement composée a posteriori afin de légitimer les prétentions de la Maison Bruce au trône d'Écosse en enjolivant son histoire.

## Vie et carrière
Ce Robert serait le fondateur de la branche familiale des Bruce, appartenant au baronnage anglo-normand, implantée en Angleterre mais surtout en Écosse et jusqu'en Irlande après la conquête normande de l'Angleterre. Ses ancêtres seraient d'origine scandinave, plus précisément norvégienne.
Robert de Bruis, originaire de Brix, près de Cherbourg, probablement seigneur du lieu, aurait participé à la bataille de Hastings en octobre 1066. L'existence de ce Robert a été entérinée par les historiens du XIXe siècle qui se sont appuyés sur les listes des combattants à Hastings, comme celle de Leland († 1552). Mais ces listes, écrites des siècles après l'événement, ont été largement discréditées depuis.
Après Hastings et la conquête du nord de l'Angleterre, il aurait reçu des terres dans le Yorkshire. Les origines des Bruce ne sont vraiment attestées qu'à partir de Robert de Bruce († 1142), lord d'Annandale, qui, dans l'hypothèse où Robert de Bruis aurait véritablement existé, serait son fils ou petit-fils. C'est lui qui reçoit des terres dans le Yorkshire. Il a été amené en Angleterre par Henri Ier d'Angleterre après la bataille de Tinchebray (1106).

### Sources
- A. A. M. Duncan, « de Brus, Robert (I), Lord of Annandale (d. 1142) », dans Oxford Dictionary of National Biography, Oxford University Press, 2004. Version du 14 novembre 2006
- Emma Cownie, « Brus, Robert de (supp. d. 1094) », dans Oxford Dictionary of National Biography, Oxford University Press, 2004. Accedé en novembre 2008.
- Bruce: 1911 Encyclopædia Britannica
- Claude Pithois, Bris, berceau des rois d'Écosse, Coutances, OCEP, 1980, p. 282-299.